# Domenico Giuliotti
Domenico Giuliotti, né le 18 février 1877 à San Casciano in Val di Pesa et mort à Greve in Chianti le 12 janvier 1956, est un écrivain et poète italien, ami intime de Giovanni Papini.

## Biographie
Domenico Giuliotti naît le 18 février 1877, à San Casciano in Val di Pesa, dans la province de Florence. D'abord athée et anticlérical, il se convertit au catholicisme entre 1908 et 1910. 
Écrivain à la plume véhémente, il fut le plus intransigeant des intégristes catholiques italiens. Dans le décalogue de ses Anacronismi (1923), il dénonce les tares de la civilisation moderne et traite de « fumier » « la démocratie et ses dérivés ». Giuliotti souhaite donc une tyrannie qui soumette la politique italienne à l'autorité de l'Église. « On pourrait alors supprimer les loges maçonniques, isoler les Juifs dans des ghettos, interdire toute forme de prosélytisme aux Protestants, appliquer une double censure civile et ecclésiastique à la presse, aux livres et aux représentations théâtrales, extirper complètement le blasphème par des châtiments corporels, punir les autres crimes par l'amende et la potence, enseigner obligatoirement et avant toute autre discipline la doctrine catholique dans les écoles, sanctifier le dimanche et les jours de fête par la cessation totale de tout travail servile, imposer enfin les libertés, mais réduites à celle du Christ ».
Il n'est pas surprenant que l'auteur d'un tel programme condamne le manifeste de « La Rivoluzione Liberale » de Gobetti en se proclamant « anti-libéral, anti-démocrate, anti-socialiste, anti-communiste, en un mot anti-moderne ». 
On lui doit une anthologie des écrivains catholiques français du XIXe siècle, en italien, et l'essai l'Heure de Barabbas, un livre écrit à la manière de Louis Veuillot et de Léon Bloy, qui a obtenu un succès assez considérable. 
Lié d'une étroite amitié avec Giovanni Papini, il conçoit avec lui le Dizionario dell'omo salvatico (Dictionnaire de l'homme sauvage), publié en 1923. Il s'agit d'une satire, parfois très violente, contre les idoles de la modernité. Conçu à la manière du Dictionnaire philosophique de Voltaire, mais dans un esprit radicalement opposé, le Dictionnaire de l'homme sauvage rappelle par le ton et le style Veuillot, Barbey d'Aurévilly et Léon Bloy qui y sont d'ailleurs souvent cités.
Giuliotti était aussi lié d'une étroite amitié avec Federigo Tozzi, avec lequel il fonda en 1913 « La Torre », périodique politico-littéraire de tendance catholique et réactionnaire.
Giuliotti mourut à Greve in Chianti le 12 janvier 1956.

## Œuvres
- Ombre d'un'ombra: Versi, Città di Castello, Soc. Tip. Ed. Cooperativa, 1910.
- L'ora di Barabba, Florence, Vallecchi, 1920.
- Domenico Giuliotti et Giovanni Papini, Dizionario dell'omo salvatico, Florence, Vallecchi, 1923.
- Poesie, Florence, Vallecchi, 1932.
- Iacopone da Todi, Florence, Vallecchi, 1939.
- Penne, pennelli, scalpelli, Florence, Vallecchi, 1942.
- Il cavallo volante, Florence, Vallecchi, 1945.
- Giri d'arcolaio, Florence, Le Monnier, 1948.
- Il malpensante: pagine di fede, di lotta e d'amore scelte da Piero Bargellini, Florence, Vallecchi, 1957.
- Amare e credere, Vicence, La Locusta, 1977.
- Le due luci: santità e poesia, Rome, Logos, 1979.
- Polvere dell'esilio, Rome, Logos, 1980.
- Lettere agli amici, Vicence, La Locusta, 1980.
- Raccontini rossi e neri, Rome, Logos, 1983.
- Nuovi pensieri d'un malpensante, Rome, Logos, 1985.
- Domenico Giuliotti et Giovanni Papini, Carteggio, vol. I (1913-1927), Rome, Edizioni di Storia e Letteratura, 1984.
- Domenico Giuliotti et Giovanni Papini, Carteggio, vol. II (1928-1939), Rome, Edizioni di Storia e Letteratura, 1989.
- Domenico Giuliotti et Giovanni Papini, Carteggio, vol. III (1940-1955), Rome, Edizioni di Storia e Letteratura, 1991.
- Tizzi e fiamme, Sienne, Cantagalli, 1999 (ISBN 978-8882720308).
- Domenico Giuliotti et Giovanni Papini, Umilissime Scuse, Gênes, Marietti, 2000 (ISBN 978-8821163074).
- Una rana nera e rara: scioglilingua, indovinelli, filastrocche e cantilene, scelti da Domenico Giuliotti, Florence, Chegai, 2001 (ISBN 978-8887671186).
- Il Natale, Florence, Chegai, 2001 (ISBN 978-8887671322).